# Machinegames
Machinegames Sweden AB är en svensk datorspelsutvecklare med säte i Uppsala. Företaget grundades 2009 av Fredrik Ljungdahl, Jerk Gustafsson, Jens Matthies, Jim Kjellin, Kjell Emanuelsson, Magnus Högdahl och Michael Wynne, som tidigare arbetade på Starbreeze Studios.
2010 köptes företaget upp av Zenimax Media som I sin tur köptes upp av Microsoft 2020.
I januari 2021 annonserade Machinegames att de jobbade på ett Indiana Jones-spel tillsammans med Lucasfilm, som i januari 2024 avslöjades som Indiana Jones and the Great Circle.

## Utvecklade spel
| 2014 | Wolfenstein: The New Order         | Playstation 3, Playstation 4, Windows, Xbox 360, Xbox One                         |
| 2015 | Wolfenstein: The Old Blood         | Playstation 4, Windows, Xbox One                                                  |
| 2016 | Quake: Dimension of the Past       | Nintendo Switch, Playstation 4, Playstation 5, Windows, Xbox One, Xbox Series X/S |
| 2017 | Wolfenstein II: The New Colossus   | Nintendo Switch, Playstation 4, Windows, Xbox One                                 |
| 2019 | Wolfenstein: Youngblood            | Nintendo Switch, Playstation 4, Stadia, Windows, Xbox One                         |
| 2019 | Wolfenstein: Cyberpilot            | Playstation 4, Windows                                                            |
| 2021 | Quake: Dimension of the Machine    | Nintendo Switch, Playstation 4, Playstation 5, Windows, Xbox One, Xbox Series X/S |
| 2023 | Quake II: Call of the Machine      | Nintendo Switch, Playstation 4, Playstation 5, Windows, Xbox One, Xbox Series X/S |
| 2024 | Indiana Jones and the Great Circle | Windows, Xbox Series X/S, PS5                                                     |